# Vallersvik, Österåkers kommun
Vallersvik är ett bostadsområde och sedan 2015 en småort i Österåkers kommun.